# Alfred Kohler (Maler)
Alfred Kohler (* 6. November 1916 in Schwabach; † 28. Dezember 1984 ebenda) war ein deutscher Maler. Er gehört zu den letzten Vertretern der „Klassischen Moderne“ in Deutschland.

## Leben
Sein Vater war Inhaber einer Goldschlägerei, seine Mutter arbeitete als Beschneiderin im Familienbetrieb mit. Von 1927 bis 1933 besuchte Kohler das Schwabacher Progymnasium, von 1933 bis 1935 die Nürnberger Staatsschule für angewandte Kunst. 1935 setzte er sein Studium an der Akademie der bildenden Künste in München fort, wo er mit 18 Jahren der jüngste Kunststudent war. Nach einem Semester wurde er Meisterschüler, 1937 verließ er die Akademie.
Ab 1938 stellte er in der Münchner Galerie Franke aus. Seine Bilder wurden von den Nationalsozialisten bald der „entarteten Kunst“ zugeordnet, so dass er Schwierigkeiten hatte, an Malmaterialien zu gelangen. 1938 kehrte er nach Schwabach zurück. Von 1938 bis 1945 wurde er mit einem absoluten Verkaufsverbot belegt. 1941 wurde sein Atelier bei einem Luftangriff auf Schwabach zerstört.
Nach Kriegsende 1945 beteiligte sich Kohler an der Gründung Nürnberger Kunstvereinigungen wie des „Kreises“ und des Schutzverbandes Bildender Künstler. Aus dem Kreis stieg er aber bald wieder aus, weil er „die sich entwickelnde Gleichmäßigkeit der jungen Künstler, die oft in ihren Werken zum Raten ähnlich waren,“ nicht mittragen wollte.
1947 wurden seine Werke bei der Ausstellung „Kunst mit neuen Augen“ in der fränkischen Galerie am Marientor in Nürnberg, neben Werken von Barlach, Beckmann, Heckel, Hofer, Marcks und Nolde gezeigt. Im selben Jahr erhielt Kohler eine Förderung als im NS-Deutschland verfolgter Künstler durch die Kunstschutz-Abteilung der US-Besatzungsarmee. 1949 gründet Kohler zusammen mit dem ehemaligen Direktor des Germanischen Nationalmuseums Ernst Günter Troche und A. Kormendy die Künstlerhilfe. 1959 war Kohler für ein Jahr als Kunsterzieher am Nürnberger Wirtschaftsgymnasium tätig.
In den 1960er und 1970er Jahren zog Kohler unter schwierigen wirtschaftlichen Verhältnissen umher. Das Jahr 1975 verbrachte er überwiegend in Paris, wo er Landschaftsbilder gut verkaufen konnte. Ab 1979 förderte ihn ein Mäzen, den er seit den 1960er Jahren kannte, bis kurz vor seinem Tod. Dies ermöglichte es Kohler 1980 mit seiner Familie wieder nach Schwabach zu ziehen. Kohler starb am 28. Dezember 1984 und wurde auf dem Unterreichenbacher Friedhof in Schwabach begraben.
Kohler war zweimal verheiratet. Aus der zweiten Ehe gingen zwei Töchter hervor, wobei die erste im Kindesalter verstarb.

## Werk
Kohler schuf überwiegend Aquarelle. In den 1950er Jahren malte er auch abstrakte Werke, darunter Entwürfe für Glasfenster und Mosaiken. In den 1960er Jahren experimentierte er mit monochromen Darstellungen, die von japanischer Malerei inspiriert waren. Bis zu seinem Tod lag sein Schwerpunkt jedoch auf Landschaften, Blumen, Stillleben und Porträts. 
In den 1950er Jahren fertigte er Glasbilder für Fenster im Meistersinger-Konservatorium und im neuen Flügel des Nürnberger Rathauses sowie ein großformatiges Ölgemälde mit einer Stadtansicht für das Nürnberger Planetarium.
Seine Werke wurden unter anderem von der Bayerischen Staatsgemäldesammlung und der Städtischen Galerie in München erworben. Dass er nach eigenen Aussagen dem Pariser Louvre und dem New Yorker Museum of Modern Art Werke verkauft hat, hat sich als Legende erwiesen. „Kohler produzierte viel, von durchaus sehr unterschiedlicher Qualität. Der große Durchbruch sollte ihm nicht gelingen.“